# گاه‌شمار تاریخ ایران از سقوط ساسانیان تا ظهور طاهریان
این گاه‌شمار از سال ۶۵۱ میلادی یعنی سقوط امپراتوری ساسانی تا سال ۸۲۰ ظهور سلسله طاهریان می‌باشد.
پایان زمامداری ساسانیان (۶۵۱↓)
خلفای راشدین (۶۶۱ → ۶۳۲)
امویان (۷۵۰ → ۶۶۱)
عباسیان (۱۲۵۸→ ۷۵۰)
طاهریان (۸۷۳ → ۸۲۰)

## خلفای راشدین
ٰٰ

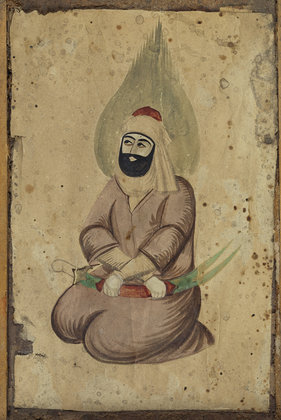
تصویر ۱: نقاشی از علی بن ابی‌طالب مربوط به سده ۱۹ میلادی

- ۶۵۱ قتل یزدگرد سوم، پایان امپراتوری ساسانی و ضمیمه شدن سرزمین ایران به حکومت خلفای راشدین (اسلام).
- ۶۵۶ قتل عثمان و انتخاب شدن علی (تصویر ۱: نقاشی) به عنوان خلیفه.

- ۶۵۷ مجادله و مشاجره بر سر تنبیه و قصاص قاتلین عثمان. طلحه، زبیر، معاویه (حاکم شام) ناراضی از اقدامات علی در خصوص قاتلین عثمان و بر پا کردن جنگ علیه خلیفه وقت (علی بن ابی‌طالب).
- ۶۵۷ انتقال پایتخت خلفای راشدین از مدینه به کوفه در عراق توسط علی بن ابی‌طالب.
- ۶۵۷ جنگ بدون نتیجه صفین بین علی بن ابی‌طالب و معاویه و کشیده شدن سرانجام نبرد به حکمیت.
- ۶۵۸ جنگ نهروان و شکست خوارج از خلیفه چهارم (علی بن ابی‌طالب).
- ۶۶۱ قتل علی بن ابی‌طالب توسط ابن ملجم مرادی عامل خوارج در مسجد کوفه

## بنی امیه
- ۶۶۱ معاویه  (تصویر ۲: قلمرو حکومتی) خود را خلیفه مسلمانان خواند و حکومت بنی‌امیه را بنا نهاد. او از حسن بن علی خواست تا خلافتش را بپذیرد.
- ۶۶۱ تا ۶۸۰ دوران زمامداری معاویه پسر ابوسفیان.
- ۶۸۰ آغاز زمامداری یزید.
- ۶۸۰ قیام حسین بن علی سومین امام شیعه علیه یزید.
- ۶۸۰ نبرد کربلا
- ۶۸۶ قیام مختار ثقفی.[۱]ایرانیان در این قیام در سپاه مختار مشارکت داشتند.[۲]
- ۶۹۳ انتصاب حجاج بن یوسف به عنوان حاکم کوفه و داشتن اختیار و قدرت در قلمرو ایران.

تصویر ۲: قلمرو حکومت معاویه

- ۶۹۶ ضرب سکه‌های عربی-ساسانی. (تصویر)
- ۷۴۷ تبلیغات شیعی و عباسی در خراسان و دیگر ایالات ایران علیه امویان تحت عنوان غاصبین خلافت اسلامی.

- ۷۴۷ افزایش نارضایتی مردم علیه دستگاه اموی. ابومسلم خراسانی تحت رهبری و تبلیغ عباسیان پرچم قیام علیه حکومت امویان را در مرو برافراشت.
- ۷۴۹ حمله قوای ابومسلم خراسانی به سپاه امویان.
- ۷۵۰ شکست کامل و پایانی امویان به وسیله سپاه ابومسلم خراسانی.
- ۷۵۰ اسارت و قتل مروان دوم آخرین خلیفه اموی.

## عباسیان (تا ظهور طاهریان)
- ۷۵۰ بنیانگذاری دودمان عباسیان.
- ۷۵۰ آغاز زمامداری سفاح نخستین شاه عباسیان.
- ۷۵۴ تاجگذاری منصور دومین خلیفه عباسی و استحکام امپراتوری.
- ۷۵۵ قتل فریب‌آمیز ابومسلم خراسانی به وسیله منصور خلیفه عباسی. آغاز یک رشته قیام‌ها و شورش‌های مذهبی-سیاسی در ایران در مقابل والیان عرب در ولایات ایران.
- ۷۵۶ جنبش سپیدجامگان در ری به رهبری سندباد.
- ۷۶۲ ساخت بغداد و انتخاب آن به عنوان مرکز خلافت عباسی توسط منصور.
- ۷۷۷ تا ۷۸۰ قیام مقنع (پیامبر نقاب‌دار) در ماوراء‌النهر علیه سلطه اعراب.
- ۷۸۶ آغاز خلافت هارون‌الرشید و انتصاب یحیی برمکی به عنوان وزیر اعظم. اوج قدرت حکومت عباسی.

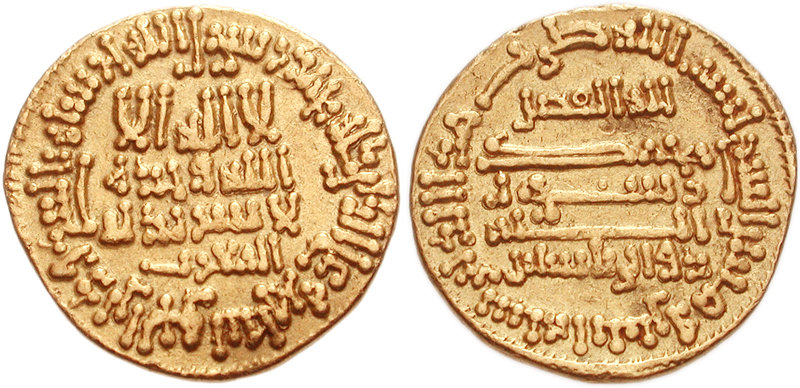
تصویر ۳: سکه مأمون که نام فضل بن سهل نیز در آن درج شده است.

- ۸۰۹ تاجگذاری امین به عنوان خلیفه عباسی و جانشین هارون‌الرشید. برادر امین، مأمون (حاکم خراسان) بر سر تاج و تخت با امین مبارزه و رقابت می‌کند. مأمون، فضل بن سهل ایرانی را به عنوان وزیر و مشاور انتخاب کرده بود.
- ۸۱۳ طاهر بن حسین سردار لشکر مأمون، سپاه امین را در ری شکست می‌دهد و تا بغداد پیشروی کرده و امین (خلیفه وقت) را اعدام می‌کند.
- ۸۱۳ مأمون خلیفه عباسی (تصویر ۳: سکه) بر تخت سلطنت می‌نشیند. او از حامیان ایرانیان بود.
- ۸۱۳ تا ۸۳۳ پشتیبانی مأمون از اندیشه‌های معتزله و ایجاد فضای باز مجادلات و مباحثات فلسفی و دینی که پیرو آن دوران درخشان دستاوردهای ادبی و علمی ایجاد می‌گردد.
- ۸۲۰ انتصاب طاهر بن حسین به عنوان حاکم خراسان. بنیانگذاری دودمان طاهریان.